# Антван Скилс Тејлор
Антван „Скилс“ Тејлор (енгл. Antwon Skills Taylor) је измишљени лик из америчке телевизијске серије Три Хил, кога тумачи амерички глумац Антван Танер.
Скилс је један од Лукасових најбољих пријатеља, још од детињства. У четвртој сезони његов лик долази до изражаја у потпуности, јер добија место у првој постави „Гаврана“, уместо Лукаса, који због болести није био у могућности да игра. За време последње завршне године средње школе забављао се са Бевин, чирлидерсицом из групе коју је као капитен предводила Брук. Тренутно је у контроверзној љубавној вези са Нејтановом мајком Деб, уговоривши са њом састанак коришћењем инстант порука преко интернета. Након неколико месеци током којих су своју везу чували као тајну, њих двоје су ипак одлучили да своју љубав изнесу у јавност.